# 尼古拉·米哈伊洛維奇·馬特維耶夫
尼古拉·米哈伊洛維奇·馬特維耶夫（俄语：Николай Михайлович Матвеев，1876年5月22日—1951年4月20日）是苏联政治家、革命家，生于俄罗斯帝国外贝加尔州外贝加尔哥萨克家庭，20世纪初加入俄国社会民主工党，曾任远东共和国第二任主席，在俄共（布）西伯利亚中央局任职。